# Debabrata Basu
Debabrata Basu (ur. 1924, zm. 2001) – indyjski matematyk i statystyk, pracownik naukowy Florida State University oraz Indian Statistical Institute. Autor twierdzenia Basu. Zajmował się podstawami statystyki.